# Pergalumna
Pergalumna är ett släkte av kvalster som beskrevs av Grandjean 1936. Pergalumna ingår i familjen Galumnidae.

## Dottertaxa tillPergalumna, i alfabetisk ordning[1][2]
- Pergalumna aegra
- Pergalumna aequalis
- Pergalumna akitaensis
- Pergalumna altera
- Pergalumna amamiensis
- Pergalumna andasibe
- Pergalumna andhraense
- Pergalumna andicola
- Pergalumna anellata
- Pergalumna annulata
- Pergalumna aokii
- Pergalumna arborea
- Pergalumna australis
- Pergalumna bellesii
- Pergalumna bifissurata
- Pergalumna bimaculata
- Pergalumna bryani
- Pergalumna californiae
- Pergalumna cardosensis
- Pergalumna circula
- Pergalumna comparandus
- Pergalumna complicata
- Pergalumna conspicua
- Pergalumna corniculata
- Pergalumna corolevuensis
- Pergalumna corrugis
- Pergalumna crassipora
- Pergalumna cribriger
- Pergalumna cucheae
- Pergalumna curva
- Pergalumna decorata
- Pergalumna decoratissima
- Pergalumna dodsoni
- Pergalumna dubitanda
- Pergalumna elongata
- Pergalumna emarginata
- Pergalumna fastigata
- Pergalumna filifera
- Pergalumna formicaria
- Pergalumna foveolata
- Pergalumna frater
- Pergalumna fusca
- Pergalumna graminetum
- Pergalumna granulata
- Pergalumna hastata
- Pergalumna hauseri
- Pergalumna hawaiiensis
- Pergalumna heroica
- Pergalumna horvathorum
- Pergalumna imadatei
- Pergalumna incomperta
- Pergalumna indivisa
- Pergalumna intermedia
- Pergalumna irregularis
- Pergalumna jongkyui
- Pergalumna kotschyi
- Pergalumna longiporosa
- Pergalumna longisetosa
- Pergalumna magnipora
- Pergalumna margaritata
- Pergalumna mauritii
- Pergalumna medialis
- Pergalumna melloi
- Pergalumna menglunensis
- Pergalumna minor
- Pergalumna minoricana
- Pergalumna montana
- Pergalumna myrmophila
- Pergalumna nasica
- Pergalumna nervosa
- Pergalumna nuda
- Pergalumna numerosa
- Pergalumna obsessa
- Pergalumna operata
- Pergalumna parva
- Pergalumna passimpunctata
- Pergalumna paucisetosa
- Pergalumna pauliensis
- Pergalumna pertrichosa
- Pergalumna plumata
- Pergalumna pocsi
- Pergalumna pseudomargaritata
- Pergalumna pterinervis
- Pergalumna punctulata
- Pergalumna pyramidalis
- Pergalumna remota
- Pergalumna reniformis
- Pergalumna rotunda
- Pergalumna rugosala
- Pergalumna semistriata
- Pergalumna silvatica
- Pergalumna silvestris
- Pergalumna somalica
- Pergalumna striata
- Pergalumna strigulata
- Pergalumna sulcatomarginata
- Pergalumna sura
- Pergalumna tahitiensis
- Pergalumna tanzanica
- Pergalumna taprobanica
- Pergalumna tsavoensis
- Pergalumna tsurusakii
- Pergalumna variosculpturata
- Pergalumna weberi
- Pergalumna willmanni